# Aantekeningen uit het ondergrondse

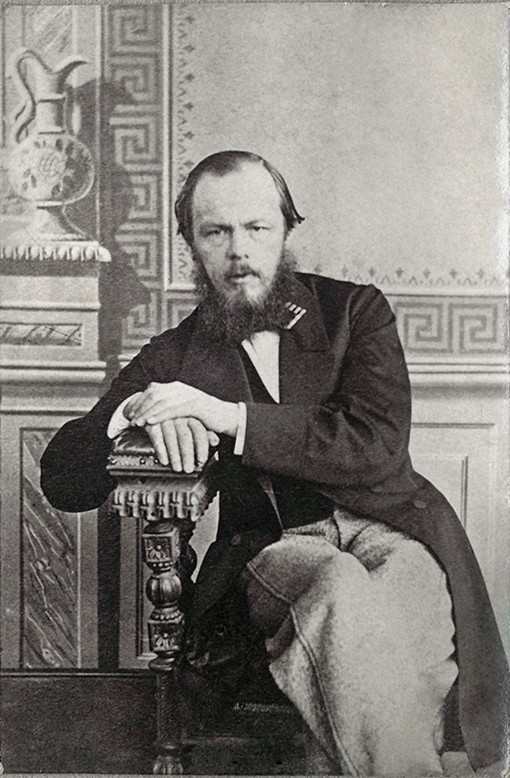
Dostojevski in 1863, ongeveer de tijd dat hij Aantekeningen uit het ondergrondse schreef

Aantekeningen uit het ondergrondse (1864, oorspronkelijke Russische titel: Записки из подполья, Zapiski iz podpol'ya) is een korte existentialistisch getinte roman geschreven door Fjodor Dostojevski. Met de Aantekeningen uit het ondergrondse reageerde Dostojevski kritisch op de filosofie van het rationeel egoïsme en het utilitarisme die zijn landgenoot Nikolaj Tsjernysjevski een jaar eerder als een utopisch wereldbeeld had gepropageerd in de roman Wat te doen? (1863).

## Verhaal
Aantekeningen uit het ondergrondse bestaat uit twee delen. Het eerste deel is een uitgebreide monoloog van de verteller, waarin voornamelijk geredeneerd wordt. In het tweede deel wordt onder meer verteld over een gebeurtenis die twintig jaar eerder van grote invloed is geweest op het leven (en vooral denken) van de verteller.
De verteller, de 'man uit het ondergrondse', doet niets, hij denkt alleen en schrijft op: 'doe-mensen zijn stom'. Hij keert zich tegen elke vorm van no-nonsense, tegen alles wat vanzelfsprekend is, zoals de wiskundige bewering 'twee keer twee is vier'. 
De 'ondergrondse mens' komt in opstand tegen die 'primaire mens', enerzijds omdat hij zich verheven voelt en anderzijds omdat hij jaloers is op de 'primaire mens'.

## Analyse
Dit werk is niet alleen psychologisch, maar ook politiek en filosofisch actueel.
In Deel 1 komt vooral de psychologische en filosofische dimensie naar voren.
De ondergrondse mens analyseert zichzelf genadeloos en trekt alle zekerheden in twijfel. De ondergrondse mens spreekt zichzelf tegen, neemt gas terug, irriteert, provoceert, speelt met paradoxen als ware hij een laat-twintigste-eeuwer. 
Positivisme, rationalisme, determinisme, materialisme, socialisme en andere producten van de Verlichting worden hier bijzonder fundamenteel bekritiseerd. Vooruitgangsdenkers, die volgens de ondergrondse mens (en in zekere zin ook Dostojevski zelf) niet stilstonden bij de verregaande consequenties van hun ideeën, worden genadeloos afgeslacht. 
Deel twee is daarentegen sterk op literair vlak. 
- episode 1

In het verhaal over de wraak op de officier komt de ondergrondse mens in confrontatie met de buitenwereld, het 'werkelijke leven'. Toch merken noch de buitenwereld noch hijzelf, omdat hij verstoken blijft in zijn verbeelding, daar iets van. Dostojevski haalt hier inspiratie bij Gogol, diens Petersburgse vertellingen, en de ondergrondse mens lijkt in deze episode sterk op Akaki Akakijevitsj, al wordt er een dimensie aan toegevoegd. Het tragikomische, grotesk-gogoliaanse element blijft beperkt tot de eerste van de drie episoden.
- episode 2 + 3

De ondergrondse mens is eerst geestelijk masochist en neemt daarna wraak door geestelijk sadist te worden. De afgrond van het menselijk bewustzijn, van de hoge cultuur, is zo diep dat er weinig nodig is om de beschaving, op het eerste gezicht verfijnd, tot een massa-SM-party te laten worden. Dostojevski gaat geen gruwel uit de weg, ook niet dat van incest door vader met de dochter.
Dostojevski is hier, net als in deel I, pessimistischer dan ooit, volgens sommigen niet altijd even terecht.
De Aantekeningen zijn vooral inhoudelijk experimenteel, en hun toon dramatisch, met een koortsige openhartigheid, met een verhaal dat samen te vatten is in een aantal crises. Het decor is typisch Dostojevskiaans: een 'vieze, lelijke kamer' aan de rand van een stad die het boek vermeldt als 'de meest abstracte en kunstmatige stad op onze aardbol', Sint-Petersburg. De natte sneeuw waar de verteller meteen aan denkt, brengt de lezer bij François Villon (les neiges d'antan) en het bereiken van de levensperiode van diepgravende beschouwing, na veertig jaar in een geïsoleerde onderwereld.
Weinig teksten hebben het denken of de techniek van de twintigste eeuw zo beïnvloed. Woorden die de verteller het best typeren (die Franz Kafka inspireerden tot het schrijven van zijn Gedaanteverwisseling, waarin Gregor Samsa in een kever verandert) zijn bijvoorbeeld:
"Nu wil u vertellen, heren, of het u zint het te horen of niet, waarom ik zelfs geen kans heb gezien een insect te worden. Ik verklaar u plechtig dat ik meermalen een insect heb willen worden. Maar zelfs dat heb ik niet klaargespeeld."

## Metaforen
In de Aantekeningen worden een hele reeks metaforen gebruikt, waaronder het Kristallen Paleis, de mierenhoop, de stenen muur, de formule '2x2=4" en natte sneeuw.
Het Kristallen Paleis ontleent zijn naam aan Crystal Palace, het uit ijzer en glas opgetrokken hoofdpaviljoen van de wereldtentoonstelling van 1851 en 1862 in Londen. Dostojevski was in Londen in 1862. 
In de Aantekeningen staat het Kristallen Paleis symbool voor de glazen kooi van het sociaal positivisme en utilitarisme, voor de mens die streeft naar lichamelijke gezondheid, arbeid en redelijke materiële welstand zonder bewustzijn van de diepten van de wereld buiten de kooi.
Met de stenen muur en 2x2=4 doelt Dostojevski op de triomf van de moderne mens met verstand die zich geen vragen meer stelt maar alleen nog (pasklare) antwoorden geeft, gegoten in mathematisch redelijke formules. Dostojevski wil met zijn alternatieve formule 2x2=5 op de wereld van chaos, irrationaliteit en subjectiviteit wijzen, die nog altijd bestaat, en steeds onverwacht opduikt.
De mens die zijn wereld tot een kristallen paleis dreigt te maken zal, als hij eenmaal doorziet hoe dit paleis hem gevangen houdt, naar het ondergrondse, in de contemplatie vluchten. Liever geen licht dan vals licht, liever een volkomen irrationeel maar integraal ondergronds bestaan dan een uiterst rationeel en verminkt bestaan.
In zijn kelder, zijn hol, is hij een "ecce homo", zich bewust van zijn eigen ontreddering, volgens hem tegelijk een bewustzijn van de leugen en zo een doorbraak naar de waarheid. De muur van de wetenschappelijke wet zegt hem niets, maar hij vervloekt ze, omdat hij erdoor wordt omringd. Toch is dat kelderbestaan voor hem hoger in aanzien dan het leven boven de grond. 
De ondergrondse mens komt vaker voor in de wereldliteratuur: Bartleby in Wall Street, Jozef K. in zijn kantoor, Apemantus en Thersites bij Shakespeare, ... Als de ewig verneinende Geist, als de doorn van minachting voor de schepping, is hij zo oud als Kaïn. Hij zou volgens sommigen al na de zondeval onder de grond verdwenen zijn. Er schuilt iets van hem in Sancho Panza, in Don Juans Leporello, die zelfs in het aangezicht van de hel nog om zijn loon roept, in Goethes Faust. Hij wordt in het neoclassicisme een eerbiedige hoveling die terloops de hypocrisie van de hoogdravende retoriek blootlegt. 
Vanuit de figuur van de ondergrondse mens is er bovendien een lijn naar de grote anti-utopische romans uit de 20e eeuw, naar Aldous Huxley, George Orwell en in het bijzonder naar Zamjatin, die in Wij de Enige Staat beschrijft, waar mensen in glazen huizen wonen, door een Groene Muur afgescheiden van hun wilde, harige soortgenoten.

## Ontvangst van het boek
De twee delen van het boek verschenen in 1864 in verschillende afleveringen van het tijdschrift Epocha (Tijdperk), dat Fjodor Dostojevski samen met zijn broer Mikhail in Sint-Petersburg uitgaf: het eerste deel verscheen in het openingsnummer van maart-april, het tweede deel in het juni-nummer. In 1865 is Aantekeningen als geheel gepubliceerd. Tijdens het leven van de Russische schrijver is het werk relatief onopgemerkt gebleven. Pas kort na zijn dood, in 1882, verscheen de eerste serieuze bespreking, van een criticus die vooral het prominent aanwezig sadisme beklemtoonde. In de twintigste eeuw kwam het, met de opkomst van het existentialisme als filosofische stroming, centraal te staan in Dostojevski's oeuvre. Het vormt een overgang van de vroege Dostojevski naar de rijpe Dostojevski van Misdaad en straf, De idioot, Boze geesten en De gebroeders Karamazov.

## Trivia
Volgens de Russisch-Amerikaanse schrijver Vladimir Nabokov is de gangbare vertaling van de titel volstrekt onjuist: "The story whose title should be "Memoirs from Under the Floor", or "Memoirs from a Mousehole" bears in translation the stupidly incorrect title of Notes from the Underground." Zie: Vladimir Nabokov, Lectures on Russian Literature, Harvest Paperback 1981, p. 115.

## Vertalingen
- F.M. Dostojefski, Mémoires uit het Souterrain. Vertaling Ir. Piet Dekker. Paria-Reeks, De Driehoek, 's Graveland 1950, 172 p. Heruitgave: Meulenhoff, Amsterdam 1961 (1962 als Meulenhoff Pocket 72), 157 p.
- F.M. Dostojewski, Aantekeningen uit het ondergrondse. Vertaling Hans Leerink. In: Dostojewski Verzamelde Werken, deel 4 (p. 137-246), Russische Bibliotheek, Van Oorschot, Amsterdam 1957. ISBN 9789028204058.
- F.M. Dostojewski, Herinneringen uit het ondergrondse. Vertaling Siegfried van Praag. L.J. Veen, Wageningen 1965, 216 p. ISBN 9020404210.
- F.M. Dostojevski, Aantekeningen uit het ondergrondse. Vertaling Monse Weijers. Athenaeum-Polak & Van Gennep, Amsterdam 2006, 165 p. ISBN 9025308821.
- Fjodor Dostojevski, Ondergrondse notities.  Vertaling Gerard Cruys. Uitgeverij Van Oorschot, Amsterdam 2020, 140 p. ISBN 9789028227507.